# Бриње (Шентруперт)
Бриње (словен. Brinje) је насељено мјесто у општини Шентруперт, регија Југоисточна Словенија, Словенија.

## Историја
До територијалне реорганизације у Словенији биле су у саставу старе општине Требње.

## Становништво
У попису становништва из 2011. године, Бриње су имале 74 становника.
| Број становника према пописима | Број становника према пописима | Број становника према пописима |
| ------------------------------ | ------------------------------ | ------------------------------ |
| 1991                           | 2002                           | 2011                           |
| 121                            | 70                             | 74                             |

Напомена: Године 1992. смањен за део насеља који је проглашен за ново самостално насеље Весела Гора.